# Rhipidia (Rhipidia) trigracilis
Rhipidia (Rhipidia) trigracilis is een tweevleugelige uit de familie steltmuggen (Limoniidae). De soort komt voor in het Afrotropisch gebied.